# Tiago Almeida
Tiago Miguel Monteiro de Almeida (sinh ngày 13 tháng 9 năm 1990) là một cầu thủ bóng đá người Cabo Verde  thi đấu ở vị trí hậu vệ phải cho Varzim.

## Danh hiệu
Moreirense
- Vô địch Cúp Liên đoàn bóng đá Bồ Đào Nha: 2016–17.